# Scorpiops feti
Scorpiops feti es una especie de escorpión del género Scorpiops, familia Euscorpiidae. Fue descrita científicamente por Kovařík en 2000.
Habita en la India. El macho holotipo mide 54,2 mm y la hembra paratipo 51,7 mm.